# Marathon van Hongkong 2024
De Standard Chartered marathon van Hongkong 2024 werd gelopen op 21 januari 2024. Het evenement gold ook als Aziatisch Kampioenschap op de marathon en had een gouden label van World Athletics.
Bij de mannen won de Keniaan Saitoti Seroi in 2:12.50 en bij de vrouwen de Ethiopische Medina Armino in 2:28.47. Het AK werd bij de mannen door de Indiër Man Singh, die een persoonlijk record van 2:18.18 liep. De Mongolische Khishigsaikhan Galbadrakh met een tijd van 2:33.50. Daarmee werd ze de eerste Mongolische Aziatische kampioen bij de vrouwen.
Meer dan 67 000 lopers namen deel aan het gehele evenement, waarbij er ook een halve marathon en 10 km werden gelopen. Een loper is na het finishen overleden.

## Uitslagen[4]

### Mannen
| Plaats | Naam                | Nationaliteit | Tijd    |
| ------ | ------------------- | ------------- | ------- |
| Goud   | Anderson Seroi      | Kenia         | 2:12.50 |
| Zilver | Stephen Mokoka      | Zuid-Afrika   | 2:12.58 |
| Brons  | Mekuant Ayenew      | Ethiopië      | 2:13.09 |
| 4      | Vincent Ramoi       | Kenia         | 2:13.22 |
| 5      | Victor Kipchirir    | Kenia         | 2:13.47 |
| 6      | Michael Mugo Githae | Kenia         | 2:14.00 |
| 7      | Man Singh           | India         | 2:14.19 |
| 8      | Yongzheng Huang     | China         | 2:15.24 |
| 9      | Ilya Tyapkin        | Kirgizië      | 2:18.17 |
| 10     | Nguyen Thanh Hoang  | Vietnam       | 2:18.42 |

### Vrouwen
| Plaats | Naam                      | Nationaliteit | Tijd    |
| ------ | ------------------------- | ------------- | ------- |
| Goud   | Medina Armino             | Ethiopië      | 2:28.47 |
| Zilver | Beatrice Cheptoo          | Kenia         | 2:29.30 |
| Brons  | Gadise Mulu               | Ethiopië      | 2:29.46 |
| 4      | Muliye Dekebo             | Ethiopië      | 2:29.59 |
| 5      | Urge Diro                 | Ethiopië      | 2:30.36 |
| 6      | Truphena Chepchirchir     | Kenia         | 2:33.06 |
| 7      | Khishigsaikhan Galbadrakh | Mongolië      | 2:33.50 |
| 8      | Gulshanoi Satarova        | Kirgizië      | 2:36.31 |
| 9      | Yingmei Li                | China         | 2:40.13 |
| 10     | Kit Ching Yiu             | Hongkong      | 2:41.09 |

## Uitslagen Aziatisch Kampioenschap

### Mannen
| Plaats | Naam                   | Nationaliteit | Tijd    |
| ------ | ---------------------- | ------------- | ------- |
| Goud   | Man Singh              | India         | 2:14.19 |
| Zilver | Yongzheng Huang        | China         | 2:15.24 |
| Brons  | Ilya Tyapkin           | Kirgizië      | 2:18.17 |
| 4      | Nguyen Thanh Hoang     | Vietnam       | 2:18.42 |
| 5      | Bakhiyer Utkirov       | Oezbekistan   | 2:19.28 |
| 6      | Appachangada Belliappa | India         | 2:20.19 |
| 7      | Noridbek Mutalipov     | Oezbekistan   | 2:21.42 |
| 8      | Islam Amangos          | Kazachstan    | 2:23.46 |
| 9      | Bayat Mansoor          | Iran          | 2:23.28 |
| 10     | Yiu Leung Cheung       | Hongkong      | 2:24.51 |

### Vrouwen
| Plaats | Naam                                           | Nationaliteit | Tijd    |
| ------ | ---------------------------------------------- | ------------- | ------- |
| Goud   | Khishigsaikhan Galbadrakh                      | Mongolië      | 2:33.50 |
| Zilver | Gulshanoi Satarova                             | Kirgizië      | 2:36.31 |
| Brons  | Yingmei Li                                     | China         | 2:40.13 |
| 4      | Thi Ngoc Hoa Hoang                             | Vietnam       | 2:44.51 |
| 5      | Mahamarakkalage Sujani Piumika Madumali Perera | Sri Lanka     | 2:45.33 |
| 6      | Tsz Ying Vut                                   | Hongkong      | 2:50.06 |
| 7      | Handayani Irma                                 | Indonesië     | 2:56.31 |
| 8      | Ashvini Madan                                  | India         | 2:56.41 |

1997 ·
1998 ·
1999 ·
2000 ·
2001 ·
2002 ·
2003 ·
2004 ·
2005 ·
2006 ·
2007 ·
2008 ·
2009 ·
2010 ·
2011 ·
2012 ·
2013 · 
2014 ·
2015 ·
2016 ·
2017 ·
2018 ·
2019 ·
2020 · 
2021 ·
2022 ·
2023 ·
2024